# ساليهورسك
ساليهورسك هي مدينة من مدن بيلاروسيا تقع في منطقة مينسك. يبلغ عدد سكانها 108792 نسمة وذلك حسب إحصائيات سنة 2009. يبلغ ارتفاع المدينة عن سطح البحر قرابة 153 متر. تبلغ مساحتها 9.19 كم².

## توأمة
لساليهورسك اتفاقيات توأمة مع:
- آغاراك

## أعلام
- نيكيتا نيكولايفيتش

## وصلات خارجية
- الموقع الرسمي